# باو بيترز
باو بيترز (1 يوليو 1976 - ) (بالدنماركية: Paw Peters)‏ هو لاعب كرة يد دانمركي.